# Sytost (teorie barev)

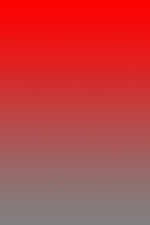
Škála sytosti červené

Sytost či saturace znamená v teorii barev intenzivnost barvy neboli barevnost. Čím je více barva sytá, tím je vnímána jako živější. Méně syté barvy se naproti tomu zdají tlumené či zašedlé. 100% sytost znamená, že jde o čistou barvu bez příměsi černé a bílé, 0% sytost představuje čistou kombinaci černé a bílé.